# Johnny Gill
Johnny Gill (Charleston, 22 mei 1966) is een Amerikaanse R&B singer-songwriter. Hij werd eerst bekend als lid van New Edition, later vanaf 1990 als solozanger. Van zijn romantische ballads prijkt "My, My, My", zijn bekendste, op vele romantische verzamel-cd's.

## Werk
Johnny Gill werd geboren op 22 mei 1966 in Charleston (South Carolina) als zoon van een predikant. Hij begon met zingen op vijfjarige leeftijd in zijn familie-gospelkwartet "Wings of Faith", met zijn broers Bobby, Jeff en Randy (die zelf al solo-opnames deed en lid was van de groep II D Extreme). Gills muziekcarrière begon in 1983 toen zijn jeugdvriendin, zangeres Stacy Lattisaw, hem overhaalde om een demo op te nemen. Deze demo kwam de president van Atlantic Records ter ore, kort daarop kwam zijn debuutalbum, met de bescheiden hit "Super Love", uit. Op dit album speelde Gill naast de lead- en background-zangpartijen ook zelf gitaar, bass, bongo's en drums. Van zijn tweede album, in duo-samenwerking met Stacy, werd "Perfect Combination" in Amerika een hit. Van het derde album, het tweede op het label Atlantic Records, is het nummer "Half Crazy" in Amerika nog steeds bekend.
Gill begon een nieuw hoofdstuk in zijn carrière in 1987, toen hij door Michael Bivins werd gekozen om bij New Edition te komen leadzingen (als vervanger van Ralph Tresvant, die soloplannen maakte).
Gill, het enige New Edition-lid dat niet uit Boston komt, groeide op in Washington D.C., waar hij zijn opleiding genoot op Kimball Elementary, Sousa Junior High en de Duke Ellington School of the Arts.
Met Johnny Gill, het oudste lid, als een van de leadzangers (naast Tresvant, die zijn solocarrière uitstelde en uiteindelijk toch bij New Edition bleef) op het album Heart Break (1988), ontwikkelde de groep een volwassener geluid. Met de songs "Can You Stand The Rain", "N.E. Heartbreak", "If It Isn't Love" en het door Gill gezongen "Boys To Men" werden de Amerikaanse hitlijsten gehaald.
In datzelfde jaar speelde Johnny ook nog de basgitaar op Eddie Murphy’s "Bubble Hill".
In 1988 nam Johnny Gill de lead vocals van "One Love", geproduceerd door George Howard (voor MCA) voor zijn rekening.
Het jaar daarna knipte hij met z'n vingers op Janet Jacksons hit "Escapade" en zong hij "Give Love On Christmas Day" op Motowns verzamelalbum Christmas Cheers From Motown.
In 1989 zong Gill mee op "Where Do We Go From Here" van Stacy Lattisaw.
Als dan al gevestigde vertolker van romantische ballads kwam hij in 1990 met een tweede Johnny Gill-getiteld album, waarvan "My, My, My", "Rub You the Right Way", "Fairweather Friend" en "Wrap My Body Tight" goed scoorden. Dit album was een mijlpaal in de R&B-geschiedenis, omdat het werd geproduceerd door de top 2 R&B productieduo's van dat moment, L.A. Reid & Babyface en Jimmy Jam & Terry Lewis. Er werden in Amerika een miljoen exemplaren van verkocht en het album stond bovenaan in zowel de R&B-lijsten als de pop-album-toptiens.
Op het album Loverman van Rexton Rawlston Fernando Gordon, beter bekend als Shabba Ranks, leverde Gill een belangrijke vocale bijdrage in het nummer "Slow and Sexy".
In 1991 zong Gill mee op Perri "Pebbles" Reids hitsingle "Always" van het gelijknamige album, naast Pebbles' nichtje, de R&B-zangeres Cherrelle. Deze single haalde heel snel na de release de R&B Top 20.
In 1991 zong Gill op de achtergrond mee met Shanice Wilson, op haar album Inner Child, als 'silent soldier' in het nummer "Silent Prayer" en in de 'dog conversation' in "You Ain't All That".
In (en op de soundtrack van) de film Boomerang, een romantische komedie uit 1992 van regisseur Reginald Hudlin met o.a. Eddie Murphy, zingt Gill het nummer "There U Go".
In 1993 maakte Gill opnieuw een solo-album: Provocative met daarop "Quiet Time to Play", "A Cute, Sweet, Love Addiction" en de gospel "I Know Where I Stand".
In 1996 werd Gill herenigd met New Edition, inmiddels met Bobby Brown, om het album Home Again op te nemen. Van dit album werden de singles "Hit Me Off" and "Still In Love" uitgebracht. Ook in 1996 kwam Johnny Gill met het album Let's Get the Mood Right, met naast de titelsong, "Love In an Elevator" en het nummer "Maybe".
Het jaar daarop vonden Johnny Gill en Gerald Levert en Keith Sweat elkaar om de supersoulgroep LSG te vormen. Het idee en initiatief kwamen van Keith Sweat, producers werden Sean 'Puffy' Combs en Jermaine Dupri. (Levert/Sweat/Gill) resulteert in het multi-platina debuutalbum Levert-Sweat-Gill en een tweede album in 2003 getiteld LSG2. In totaal scoorde het R&B-trio in Amerika 30 R&B nummer 1-hits en verkocht het meer dan 30 miljoen albums.
Gill's latere opname "You For Me (The Wedding Song)", voor de soundtrack van Madea's Family Reunion, kreeg lovende recensies van zowel muziekcritici als het grote publiek. In 2008 was Gill, weer even lid van New Edition, de winnaar van de Golden Note Award bij de 21e jaarlijkse ASCAP Rhythm & Soul Music Awards.
Eind september 2008 ging Gill met Ralph Tresvant en Bobby Brown toeren met een nieuwe groep genaamd Heads of State.
Van de meer dan 80 televisie- en filmoptredens als zanger en acteur, kreeg Gill de meeste aandacht voor zijn cameo-rolletje in de televisieserie Family Matters en, meer recent, voor zijn vertolking van "You For Me" in de film Madea's Family Reunion.
In oktober 2004 werd "Rub You The Right Way" gebruikt in de videogame Grand Theft Auto: San Andreas, te horen op R&B, Soul radiostation CSR 103.9.
Gill had in 2009 de hoofdrol in het toneelstuk A Mother's Prayer, met andere sterren Robin Givens, Shirley Murdock en Jermaine Crawford. In juli 2010 tekende Johnny Gill een contract met Notifi Records om in 2011 met een nieuw album (Still Winning) te komen.

## Verzamelalbums
Van Johnny Gill verschenen 4 verzamel-cd's:
- in 1997 "Favorites" (11 november, Motown)
- in 2002 "Ultimate Collection" (26 maart, Hip-O)
- in 2003 "The Best of Johnny Gill" (17 juni, Motown)
- in 2005 "Love Songs" (11 januari, Motown)

## Labels
Vijf maal heeft Johnny Gill bij een platenmaatschappij een contract getekend:
- Cotillion Records/Atlantic Records (1982-1985)
- Motown Records (1989-1999)
- MCA Records (1986-1997)
- Geffen/Interscope (2008-heden) en
- Notifi Records (2010-heden)

## Persoonlijk leven
Gill, die nooit trouwde, is de vader van een zoon. Hij heeft in het verleden relaties gehad met Stacy Lattisaw en Janet Jackson, en meer recent met zangeres en model Carissa Rosario.

## Discografie

### Albums
| Album met eventuele hitnotering(en) in de Nederlandse Album Top 100 | Datum van verschijnen | Datum van binnenkomst | Hoogste positie | Aantal weken | Opmerkingen        |
| ------------------------------------------------------------------- | --------------------- | --------------------- | --------------- | ------------ | ------------------ |
| Johnny Gill (album)                                                 | 16 januari 1983       |                       |                 |              | Cotillion/Atlantic |
| Perfect Combination                                                 | 27 februari 1984      |                       |                 |              | Cotillion/Atlantic |
| Chemistry                                                           | 22 april 1985         |                       |                 |              | Cotillion/Atlantic |
| Johnny Gill (album)                                                 | 17 april 1990         |                       |                 |              | Motown             |
| Provocative                                                         | 8 juni 1993           |                       |                 |              | Motown             |
| Let's Get The Mood Right                                            | 8 oktober 1996        |                       |                 |              | Motown             |
| Still Winning                                                       | 2011                  |                       |                 |              |                    |
| Game Changer                                                        | 9 december 2014       |                       |                 |              | J Shock            |
| Game Changer 2                                                      | 2019                  |                       |                 |              |                    |

## Hits in Nederland

### Single Top 100
- "Rub You the Right Way" stond vanaf 9 juni 1990 8 weken in de Single Top 100. De hoogste positie was 27
- In datzelfde jaar nog stond "My, My, My" (met Kenny G, saxofoon) tussen 20 oktober en 15 december 9 weken in deze lijst, waarvan 2 weken op 37 als hoogste notering
- "Wrap My Body Tight" kwam op 23 februari 1991 binnen om in 7 weken 47 als hoogste plaats te halen
- Op 3 juli 1993 ten slotte haalde "The Floor" de hitlijst en stond 3 weken genoteerd met 45 als top
- LSG scoorde in 1998 een bescheiden hit met het nummer "My Body". De single stond van 14 februari tot 11 april, 9 weken, in de lijst; hoogste positie 32.

### Album Top 100
- Johnny Gills ongetitelde album uit 1990 kwam op 14 juli van dat jaar binnen, op positie 100, stond 8 weken in de lijst met 73 als hoogste plek
- Provocative enterde de Top 100 op 19 juni 1993 om er ook 8 weken in te staan, maar met 64 iets hoger te reiken
- Van 6 december 1997 stond LSG met het zelfgetitelde album maar liefst 16 weken, met plek 35 als top, in de lijst